# Хелу, Фараджалла
Фараджалла Хелу (араб. فرج الله الحلو‎; 1906 — 26 июня 1959, Дамаск) — ливанский политик, деятель коммунистического движения Ливана и Сирии. По профессии учитель.
С 1931 года — член Сирийской компартии (СКП; которая объединяла коммунистов Сирии и Ливана). С 1935 года — член ЦК компартии. В 1937 году был избран секретарём ЦК. В 1939—1941 годах — в заключении. После разделения СКП в 1944 году  на Сирийскую и Ливанскую компартии был избран секретарём ЦК Ливанской компартии (ЛКП).
Во время, когда коммунистические партии Сирин и Ливана действовали вновь как объединённая партия (1948—1958), — член ЦК и член руководства компартии Сирии и Ливана. С ноября 1958 года — секретарь ЦК Ливанской компартии. 25 июня 1959 года нелегально прибыл в Дамаск, был выдан провокатором, погиб под пытками в застенках сыскного отделения.
Автор многочисленных статей и брошюр по вопросам национально-освободительной борьбы народов Сирии и Ливана. В 1974 году издательство «Дар аль-Фараби» выпустило книгу «Избранные произведения Фараджаллы эль-Хелу».
Считался одним из мучеников арабского коммунизма. В 1971 году была представлена комедийно-трагедийная пьеса Исама Махфуза под названием «Почему Серхан Серхан отказался от того, что Заим сказал о Фараджалле эль-Хелу в Stereo 71» (Серхан — арабский убийца Роберта Ф. Кеннеди, а Заим — почётный титул Антуна Саады, основателя Сирийской социал-националистической партии).
В том же году советский художник Лев Александрович Русов создал его статую, взорванную вторгшейся сирийской армией и восстановленную после вывода последней в 2005 году.